# Communion des Apôtres (Signorelli)
La Communion des Apôtres est une peinture de l'artiste italien de la renaissance Luca Signorelli, qu'il réalise aux environs de 1512. Elle est actuellement conservée au Musée diocésain de Cortone, en Toscane. 

## Description
L'iconographie du tableau était plutôt inhabituelle pour l'Italie et était inspirée par L'Institution de l'Eucharistie de Joos van Wassenhovet (1472–1474), que Signorelli avait vue pendant son séjour à Urbino. 
Au-dessus d'un arrière-plan de style ancien, semblable aux œuvres du Pérugin, Signorelli peint le Christ au centre de la scène, entouré d'apôtres vêtus de couleurs vives, dans une composition pyramidale. Le Christ tient un plat qu'il livre à ses apôtres. Parmi ceux-ci, Judas Iscariote est représenté tourné vers le spectateur : il cache dans son sac les trente pièces d'argent de sa trahison. 
Le retable était très probablement accompagné d'une prédelle. Trois de ses panneaux ont été identifiés : la Rencontre des pèlerins sur le chemin d'Emmaüs et le Souper à Emmaüs dans la collection Julius Weitznel, avec la Sainte Catherine d'Alexandrie actuellement située au musée Horne de Florence. 

## Sources
- (en) Cet article est partiellement ou en totalité issu de l’article de Wikipédia en anglais intitulé « Communion of the Apostles (Signorelli) » (voir la liste des auteurs).

- Antonio Paolucci, Pittori del Rinascimento, Scala, Florence, 2004 (ISBN 888117099X), « Luca Signorelli »